# Le Chant du Missouri (film, 1944)
Pour les articles homonymes, voir Le Chant du Missouri.
Pour plus de détails, voir Fiche technique et Distribution.

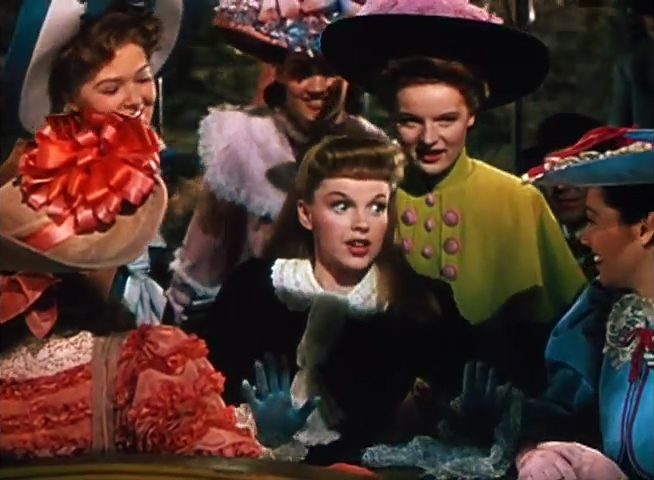
Judy Garland

Le Chant du Missouri (Meet Me in St. Louis) est un film musical américain réalisé par Vincente Minnelli, sorti en 1944.

## Synopsis
À Saint-Louis (Missouri) en 1903, alors que la ville prépare l'Exposition universelle, la famille Smith vit un bonheur sans histoire. Mais un soir, le père de famille annonce qu'il a obtenu un travail plus avantageux à New York et qu'il faudra bientôt quitter le Missouri. La mère et les quatre filles sont en émoi…

## Fiche technique
- Titre : Le Chant du Missouri
- Titre original : Meet Me in St. Louis
- Réalisation : Vincente Minnelli
- Assistant réalisateur : Al Jennings
- Production : Arthur Freed
- Scénario : Irving Brecher, Fred F. Finklehoffe ; d'après le roman de Sally Benson
- Paroles et musique : Hugh Martin et Ralph Blane
- Directeur de la photographie : George J. Folsey
- Deuxième assistant opérateur : Robert J. Bronner (non crédité)
- Décors : Cedric Gibbons, Lemuel Ayers, Jack Martin Smith
- Direction musicale : George Stoll et Lennie Hayton (non crédité)
- Adaptation musicale : Roger Edens
- Orchestrations : Conrad Salinger
- Directeur chorégraphique : Charles Walters
- Chorégraphie : Paul Jones
- Direction artistique : Lemuel Ayers, Cedric Gibbons et Jack Martin Smith
- Costumes : Irene Sharaff et Irene
- Montage : Albert Akst
- Société de production : MGM
- Pays d'origine :  États-Unis
- Format : Couleurs (Technicolor) - 1,37:1 - mono - 35 mm
- Genre : film musical et comédie dramatique
- Langue : anglais
- Durée : 113 minutes
- Budget : 1 185 000 $ US
- Recettes USA-étranger: 6 566 000 $ US
- Dates de sortie :
  -  États-Unis :
    - 22 novembre 1944 (première mondiale à Saint-Louis,  Missouri)
    - 28 novembre 1944 (première à New York)
    - janvier 1945 (sortie nationale)

  -  Royaume-Uni : 5 mars 1945
  -  France : 9 novembre 1946

## Distribution
- Judy Garland (VF : Lily Baron) : Esther Smith
- Margaret O'Brien (VF : Liane Daydé) : Tootie Smith
- Mary Astor : Mme Anna Smith
- Lucille Bremer : Rose Smith
- Leon Ames : M. Alonzo Smith
- Tom Drake : John Truett
- Marjorie Main : Katie, la servante
- Harry Davenport : Grandpa
- June Lockhart : Lucille Ballard
- Henry H. Daniels Jr. : Lon Smith Jr.
- Joan Carroll : Agnes Smith
- Hugh Marlowe : Colonel Darly
- Robert Sully : Warren Sheffield
- Chill Wills : M. Neely

Et, parmi les acteurs non crédités :
- Donald Curtis : Dr Girard
- Mary Jo Ellis : Ida Boothby
- Darryl Hickman : Johnny Tevis
- Belle Mitchell : Mme Braukoff
- William Smith : un petit garçon

## Numéros musicaux
- The Boy Next Door (Martin-Blane)
- The Trolley Song (Martin-Blane)
- Have Yourself a Merry Little Christmas (Martin-Blane)
- Skip to My Lou (traditionnel)
- You and I (Brown-Freed)
- Meet Me in Saint-Louis (Mills-Sterling)
- Brighten the Corner (Gabriel)
- Under the Bamboo Tree (Cole)
- Summer in Saint-Louis (Edens)
- The Invitation (Edens)
- All Hallow’s Eve (Salinger)
- The  Horrible One (Salinger)
- Ah, Love! (Salinger)
- Over the Bannister (traditionnel)
- Goodbye My Lady Love (Howard)
- Under the Anheuser-Busch (Von Tilzer)
- Little Brown Jug (Eastburn)
- The Fair (Hayton)
- Boys and Girls Like You and Me (Rodgers-Hammerstein) (coupé au montage).

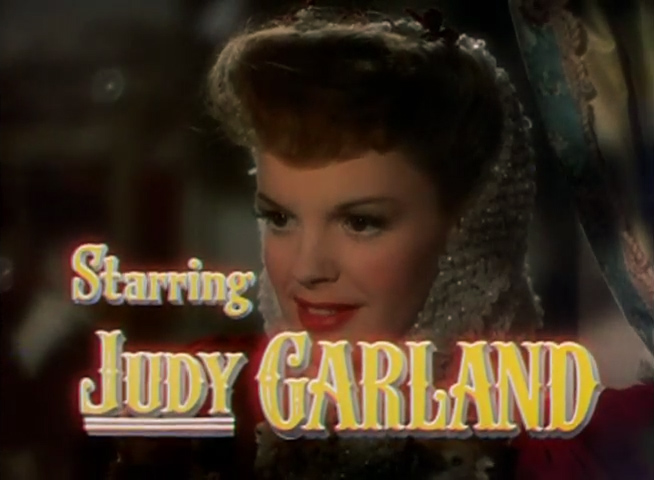
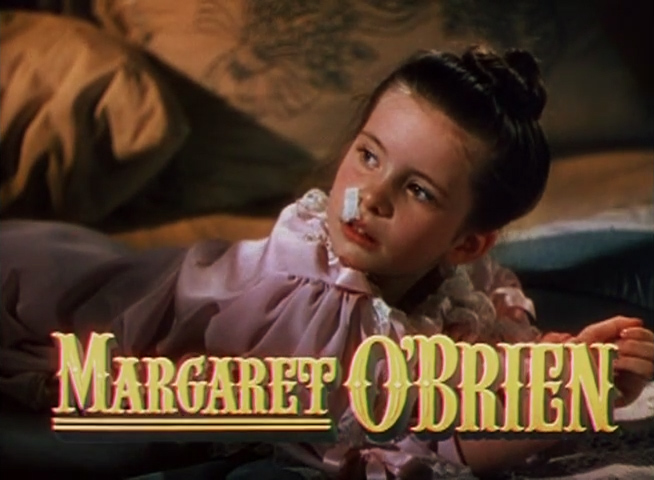
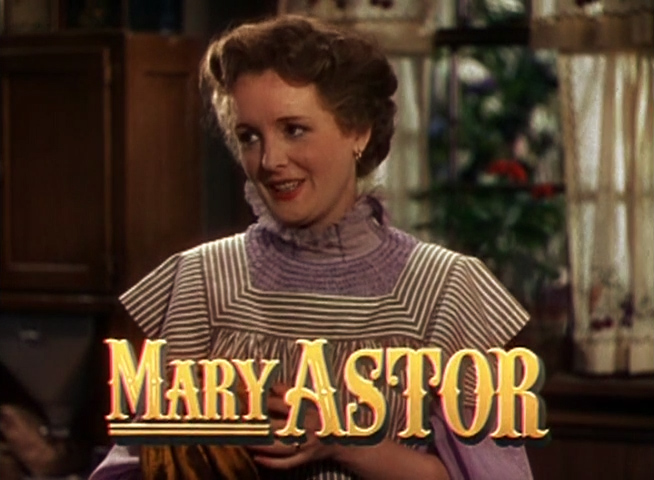
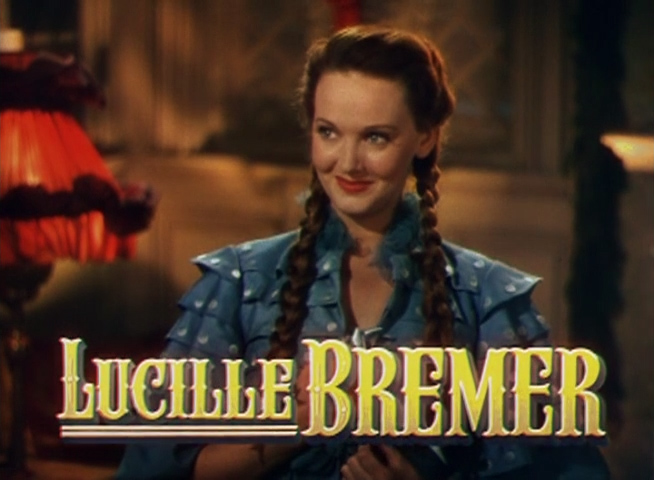
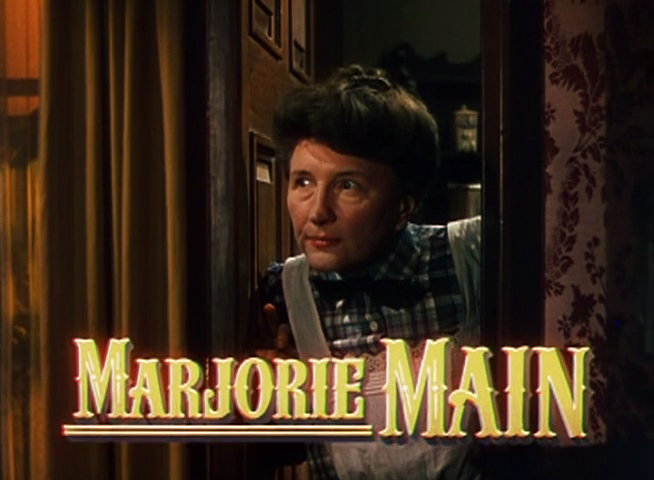
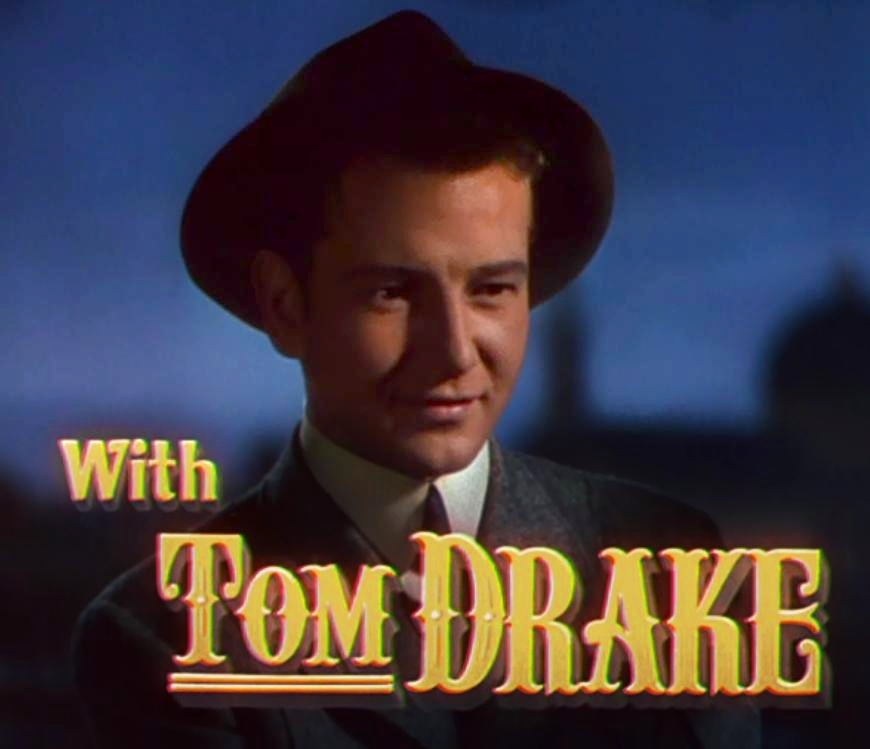

## Genèse
Le scénario  est tiré des nouvelles de Sally Benson, originaire de Saint-Louis et qui les réunit en un roman sous le titre de Meet me in Saint-Louis à la demande du studio en mars-mai 1942. Arthur Freed engage aussitôt Fred F. Finklehoffe, qui travaillait parallèlement sur l’écriture du scénario du film Escale à Hollywood et qui avait attiré l’attention de Freed sur les nouvelles de Sally Benson, ainsi qu’Irving Brecher pour la rédaction du scénario. Le duo Martin-Blane est recruté pour la composition des chansons principales. Van Johnson est prévu pour tenir le rôle de John Truett ; il est finalement remplacé par Tom Drake. Le tournage débute le 7 décembre 1943. La chorégraphie de la scène de The Trolley Song demanda 16 jours de répétitions avant de pouvoir être filmée. Le tournage dura soixante-dix jours et s’acheva le 7 avril 1944. La projection d'essai se déroula le 5 juin 1944 à la suite de laquelle il fut decidė de couper la scène avec la chanson Boys and Girls Like You And Me, en raison de la durée du film. Le coût final de la production ne dépassait que de 10 % le budget initial du film.

## Distinctions
Le Chant du Missouri reçoit quatre nominations lors de la 17e cérémonie des Oscars en 1945 : meilleur scénario adapté, meilleure photographie (couleur), meilleure musique de film (film musical), meilleure chanson originale (The Trolley Song), tandis que Margaret O'Brien est récompensée par un Oscar de la jeunesse.
En 1994, le film est inscrit au National Film Registry.
Le Chant du Missouri occupe la 10e place sur la liste des 25 meilleurs films musicaux américains établie par l'American Film Institute (AFI).

## Autour du film
- Le Chant du Missouri est le premier film de Vincente Minnelli avec Judy Garland, qui est devenue son épouse (Liza Minnelli est leur fille).
- Un extrait du film est visible dans Sex and the City, le film (Sex and the City, 2008), tiré de la série à succès du même nom.
- Afin de faire pleurer Margaret O'Brien durant la séquence chantée de Have Yourself a Merry Little Christmas, Vincente Minnelli déclara que, sur les conseils de la mère de la jeune actrice, il en était venu à menacer son petit chien, entraînant chez la jeune fille un torrent de larmes, un brin cruel, mais essentiel pour le film[5].
- C’est le producteur du film, Arthur Freed, qui prête sa voix à l’enregistrement de la chanson You And I, qu’il avait précédemment écrite avec Nacio Herb Brown[1].
- La scène où Judy Garland chante Have Yourself a Merry Little Christmas apparaît dans le film Esprit de Noël (2005).